# Williams FW30
Chronologie des modèles (2008)
Williams FW29 Williams FW31
La Williams FW30 est la monoplace de Formule 1 engagée par l'écurie AT&T Williams lors de la saison 2008 du championnat de Formule 1. Elle est pilotée par l'Allemand Nico Rosberg et par le Japonais Kazuki Nakajima, protégé de Toyota, le motoriste de la FW30. L'Allemand Nico Hülkenberg est le pilote d'essais. Elle est présentée le 21 janvier 2008 sur le circuit de Valencia en Espagne.
La FW30 commence bien sa saison puisque lors du Grand Prix inaugural en Australie, Nico Rosberg termine à la troisième place et Kazuki Nakajima finit sixième, sa meilleure performance de l'année. Cependant, le Grand Prix suivant en Malaisie est plus décevant, Rosberg et Nakajima terminant respectivement à la quatorzième et la dix-septième place. Le pilote allemand remonte néanmoins une nouvelle fois sur le podium avec une deuxième place au Grand Prix de Singapour.
À l'issue de la saison, AT&T Williams termine huitième du championnat des constructeurs avec 26 points, devant Honda et derrière Red Bull Racing. Rosberg termine treizième devant Rubens Barrichello et derrière Nelsinho Piquet avec 17 points. Nakajima, quant à lui, termine quinzième derrière Barrichello et devant David Coulthard avec 9 points.

## Williams FW30B
En cours de saison, Williams conçoit une version B de la FW30 afin de tester le SREC, utilisable à partir de 2009. La FW30B sert également à tester d'autres pièces aérodynamiques de la Williams FW31 de 2009 lors de l'intersaison 2008-2009, où elle est pilotée par Nico Rosberg, Kazuki Nakajima et l'Espagnol Dani Clos,.

## Résultats en championnat du monde de Formule 1

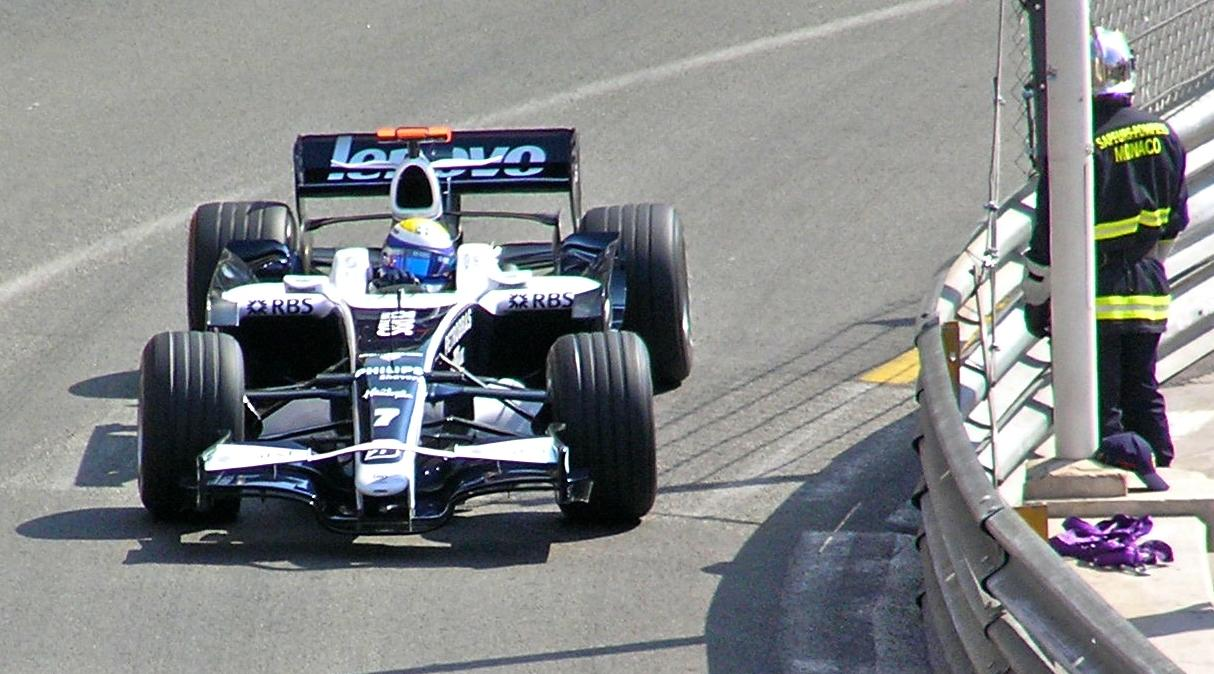
Nico Rosberg lors du Grand Prix de Monaco 2008.

| Saison | Écurie        | Moteur           | Pneus       | Pilotes         | Courses | Courses | Courses | Courses | Courses | Courses | Courses | Courses | Courses | Courses | Courses | Courses | Courses | Courses | Courses | Courses | Courses | Courses | Points inscrits | Classement |
| Saison | Écurie        | Moteur           | Pneus       | Pilotes         | 1       | 2       | 3       | 4       | 5       | 6       | 7       | 8       | 9       | 10      | 11      | 12      | 13      | 14      | 15      | 16      | 17      | 18      | Points inscrits | Classement |
| ------ | ------------- | ---------------- | ----------- | --------------- | ------- | ------- | ------- | ------- | ------- | ------- | ------- | ------- | ------- | ------- | ------- | ------- | ------- | ------- | ------- | ------- | ------- | ------- | --------------- | ---------- |
| 2008   | AT&T Williams | Toyota V8 RVX-08 | Bridgestone |                 | AUS     | MAL     | BAH     | ESP     | TUR     | MON     | CAN     | FRA     | GBR     | ALL     | HON     | EUR     | BEL     | ITA     | SIN     | JAP     | CHI     | BRÉ     | 26              | 8e         |
| 2008   | AT&T Williams | Toyota V8 RVX-08 | Bridgestone | Nico Rosberg    | 3e      | 14e     | 8e      | Abd     | 8e      | Abd     | 10e     | 16e     | 9e      | 10e     | 14e     | 8e      | 12e     | 14e     | 2e      | 11e     | 15e     | 12e     | 26              | 8e         |
| 2008   | AT&T Williams | Toyota V8 RVX-08 | Bridgestone | Kazuki Nakajima | 6e      | 17e     | 14e     | 7e      | Abd     | 7e      | Abd     | 15e     | 8e      | 14e     | 13e     | 15e     | 14e     | 12e     | 8e      | 15e     | 12e     | 17e     | 26              | 8e         |

Légende : ici 